# Talang Buai
Talang Buai is een bestuurslaag in het regentschap Muko-Muko van de provincie Bengkulu, Indonesië. Talang Buai telt 1088 inwoners (volkstelling 2010).